# Вулиця Зелена (Львів)
Ву́лиця Зеле́на — вулиця у Львові, одна з найважливіших транспортних магістралей. Простягається у південно-східному напрямі від вулиці Франка, через  місцевість Старий Сихів і закінчується на виїзді з міста.

## Назва
Від 1544 року мала назву Волоського Мосту. Також трапляються назви вулиці Волоська або Волоська дорога, оскільки вона була торговим шляхом до Молдови. Від 1676 року (за іншими даними — 1685) року фіксується нинішня назва, яка пояснюється тим, що вулиця проходила серед численних гаїв. Від 1792 року при австрійській владі вулиця отримує нинішню назву — Зелена (або Грюненштрассе). 1938 року частина вулиці (від початку — до сучасної Водогінної) була названа ім'ям польського генерала Розвадовського. Інша частина мала назву Верхня Зелена. На початку німецької окупації, в 1941 році вулиця знов отримала німецьку назву — Грюненштрассе. З 1944 року і до сьогодні — знову вулиця Зелена.

## Історія
Ще в середині XIX століття це була малонаселена околиця, де в зелені ховалися палаци Замойських, Яблоновських, Руссоцьких та інших представників знаті, яким належала земля цього району. Наприклад, ділянка обмежена сучасними вулицями Конопницької — Левицького — Вагилевича — Зелена була власністю графів Замойських.
Бурхливий розвиток вулиці припадає на другу половину XIX століття. На початку XX століття тут пройшла лінія трамваю (з виходом на вул. Личаківську). На Зеленій оселялися представники середніх верств населення: чиновники, лікарі тощо. Було чимало і ремісничих майстерень. Проте верхня частина навіть ще в середині XX століття виглядала звичайною польовою дорогою.
На початку XIX століття на межі між Львовом та підміським селом Снопків існувала Сихівська (Давидівська) акцизна рогатка зі шлагбаумом, яка тоді розташовувалася при перетині нинішніх вулиць Зеленої та Кримської, наприкінці XIX століття вона пересунулася до перетину нинішніх вулиць Зеленої та Дністерської.
Промислові підприємства — кілька цегелень і фабрика меблів — були тут ще на початку XX століття. Але справжнє освоєння колишньої Верхньої Зеленої почалося лише за часів радянської влади. На колишніх пустирищах виросли квартали багатоповерхових будинків, цілий ряд промислових підприємств, які поклали початок Сихівському промисловому вузлу.
1955 року на місці старих цегелень руками молоді міста було закладено Снопківський парк та розпочато будівництво стадіону «Дружба». Стадіон зданий в експлуатацію 1963 року.
Наприкінці вулиці Зеленої в повоєнні часи було сміттєзвалище Червоноармійського району. До 1963 року Зеленою до повороту на вулицю Дніпровську їздив одновагонний трамвай маршруту № 3. Того ж року колію розібрали і від 1964 року вулицею почав курсувати тролейбус № 8 (до залізничного переїзду на перетині з вулицею Джорджа Вашингтона). Далі тролейбусну лінію подовжили до вулиці Луганської. Від 1970-х років запровадили новий маршрут № 11 до залізничної станції «Сихів». На початку 1980-х років тролейбусну лінію продовжили до Сихівського цвинтаря. Нині вулицею Зеленою курсує тролейбус № 24, котрий сполучає центр міста (кінцева зупинка вулиця Шота Руставелі) із Сихівським районом (кінцева зупинка проспект Червоної Калини).

## Забудова
Понад 20-ти будинків на вулиці внесено до реєстру пам'яток архітектури місцевого значення міста Львова.

### №1—50

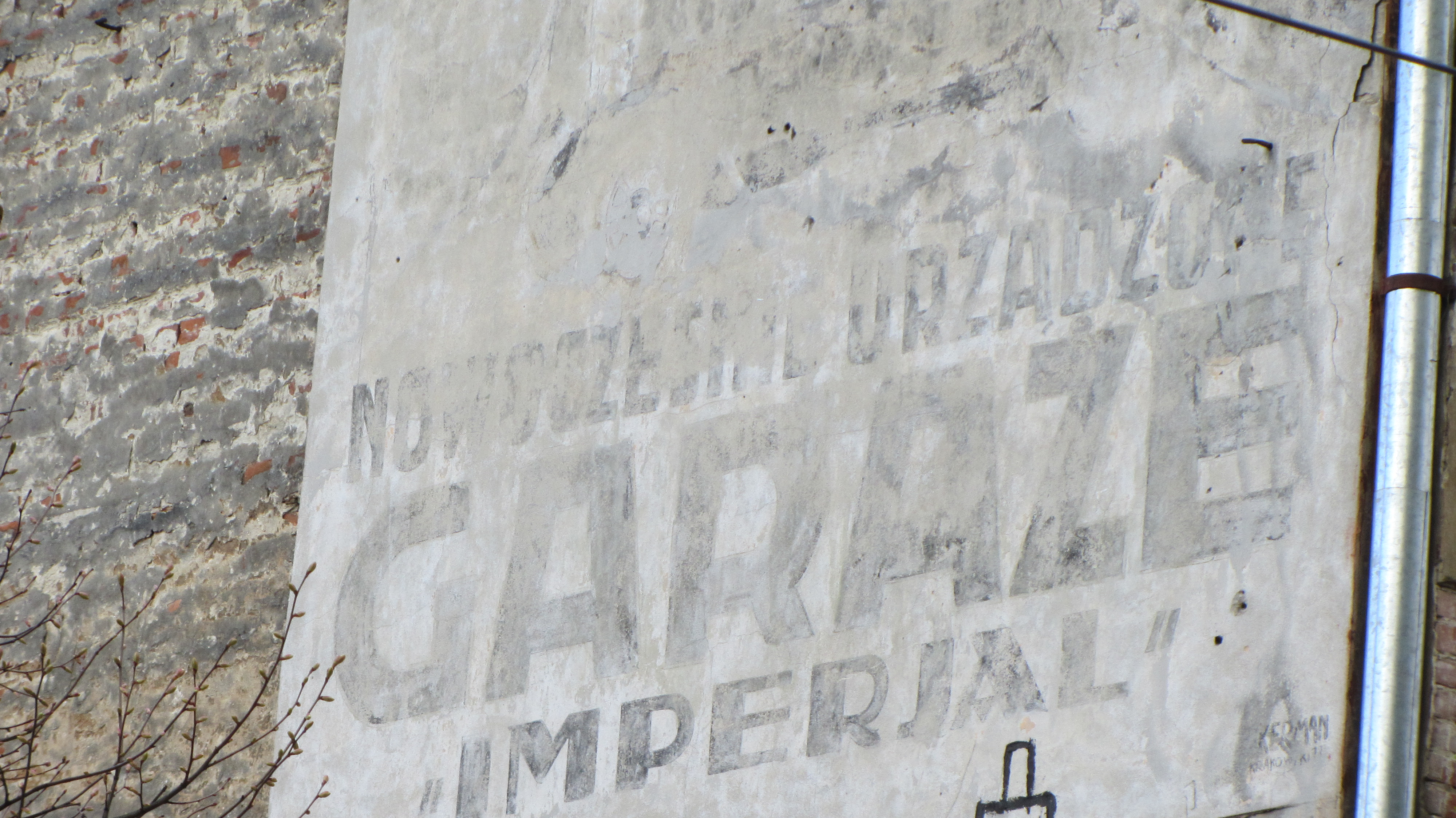
Nowocześnie urządzone GARAŻE «IMPERJAL» — реклама на торці буд. № 49: Сучасно облаштовані гаражі «Імперіал».Найімовірніше напис часів Польської республіки (1918—1939). Над надписом погано зберігся малюнок автомобіля.

№ 1 — за Польщі тут працював ресторан Раппопорта, від 1950-х років — майстерня з ремонту та пошиття одягу, майстерні з ремонту швейних друкарських машин і замків, ремонт взуття, у 1980-х роках тут був магазин «Рибалка», нині — магазин «Продукти».
№ 2 — за часів Польщі були крамниця фарби Гекера і бляхарська майстерня Глядного, за радянських часів — фотосалон тресту «Укрфото» та їдальня № 54, нині — IV Державна нотаріальна контора, фотостудія Баранських та Дім чаю.
№ 3 — за польських часів тут містилися цукерня Ромашківа та перукарня Вільнера, нині тут знаходяться магазин «Секонд хенд з Європи» та магазин-салон оператора мобільного зв'язку «Київстар».
№ 4. Житловий будинок
 Пам'ятка архітектуримісцевого значення № 920-м
В будинку до початку другої світової війни знаходився ресторан Грубера, нині в будинку працюють магазини — продуктів «Мета», алкогольних напоїв «Гуртові ціни — алкоголь», побутової техніки «Євро-техніка».
№ 5 — за польських часів був ресторан Здарека, за радянських — овочевий магазин, нині — магазин-салон мережі «Ноутбук Центр».
№ 5а — житловий будинок, у якому до 1939 року знаходився ресторан Вишневського.
№ 6. Житловий будинок початку XX століття
 Пам'ятка архітектуримісцевого значення № 104-м
Триповерховий житловий будинок (інша адреса — вул. Руставелі, 2) збудована 1901 року для Доміцелі Клімович за проєктом архітектора Володимира Підгородецького, скульптурне оздоблення, ймовірно, авторства Петра Війтовича. До 1939 року приміщення займало Польське товариство залізничних книгарень «Рух», до початку 2000-х років тут містився подарунковий магазин «Витязь» та аптечний кіоск. Нині приміщення на першому поверсі кам'яниці ділять: Львівське відділення № 4 ПАТ «Ідея Банк», магазини вживаного одягу і взуття з Європи та магазин «Щирецькі ковбаси».
№ 7 — за польських часів в кам'яниці містилася творча майстерня працівників кераміки «Глинсько» та редакція газети «Пантеон Польскі», у 1950-х роках — перукарня і майстерня з ремонту та пошиття одягу, згодом майстерня стала салоном-ательє з ремонту одягу, художньої вишивки та штопки «Ксеня», який існує донині. По сусідству, за цією ж адресою, містився магазин «Квіти».
№ 8/10. Львівський державний музичний ліцей імені Соломії Крушельницької.
У міжвоєнний період в кам'яниці містилася жіноча професійна школа, згодом — змішані школи імені Конопніцької та імені Конарського. Також одне з приміщень займав ресторан Берльштайна. 1940 року тут створений львівський учительський (пізніше — педагогічний) інститут. У лютому 1960 року Львівський педагогічний інститут переведено у Дрогобич, де об'єднано з Дрогобицьким педагогічним інститутом імені Івана Франка. Сюди переїхала Львівська середня спеціалізована музична школа-інтернат імені Соломії Крушельницької (нині — Львівський державний музичний ліцей ім. С. Крушельницької) (власне, в будинку № 8 міститься інтернат, а в будинку № 10 — школа).
№ 11 — триповерховий житловий будинок, в якому за Польщі містилася видавнича спілка «Дім» і редакція газети нім. Ostdeutsche Volksblatt, нині тут магазин «Оптика», кафе «Чоколядка» та сервісний центр з продажу та ремонту цифрової апаратури.
№ 11а — триповерховий житловий будинок, в якому нині працюють магазини «Тюлі, гардини, меблеві тканини» та «Солодке задоволення».
№ 11б. Храм Святої Урсули
 Пам'ятка архітектуримісцевого значення № 1595-м
На ділянці за цією адресою розташований храм Храм Святої Урсули Львівської центральної баптистської церкви. За радянської влади це приміщення використовували як склад грамплатівок фірми «Мелодія». На початку 1990-х років церкву віддали євангелістській громаді. На її фасаді — пам'ятні таблиці, встановлені 1929 року на честь 400-ліття протестантизму та 150-ї річниці від часу заснування євангелістської громади Львова, відновлені 1990 року.
№ 12. Науково-дослідний інститут епідеміології та гігієни ЛНМУ
 Пам'ятка архітектуримісцевого значення № 2114-м
Шестиповерхова будівля установи соціального страхування, зведена у 1937—1939 роках за проєктом Івана Багенського, у стилі функціоналізму. У 1950-х роках тут містилися Обласна медична бібліотека, Обласний будинок санітарної освіти та Обласна протималярійна станція, а згодом й обласна санепідемстанція поряд з якою розташований Науково-дослідний інститут епідеміології та гігієни, а також в приміщенні міститься науково-дослідний інститут епідеміології та гігієни ЛНМУ імені Данила Галицького. На фасаді будинку на розі з площею Петрушевича — пам'ятна таблиця, яка сповіщає, що площу названо на честь президента ЗУНР Євгена Петрушевича. У 2021 році в межах програми «100 років модернізму у Львові» Бюро спадщини ознакувало будинок інформаційною табличкою.
№ 17. Житловий будинок початку XX століття
 Пам'ятка архітектуримісцевого значення № 105-м
Чотириповерхова кам'яниця на розі нинішніх вулиць Зеленої та Конопницької збудована у 1912 році за проєктом Фердинанда Касслера. Від 1950-х років було ательє пошиву одягу, яке згодом стало ательє мод першого розряду, пізніше магазин «Тканини», салон мобільного зв'язку «НТОН» та гральні автомати. Нині тут містяться магазин побутової техніки «Bosch та Siemens», відділення АТ «Кредобанк».
№ 19. Житловий будинок
 Пам'ятка архітектуримісцевого значення № 2115-м
Чотириповерховий житловий будинок на розі нинішніх вулиць Зеленої та Конопницької збудований у 1931—1932 роках за проєктом Артура Шталя у стилі функціоналізму. Нині перший поверх кам'яниці ділять: магазини «Miele» та «Parada», а також відділення «Траст-банку».
№ 20. Житловий будинок
 Пам'ятка архітектуримісцевого значення № 921-м
За Польщі тут було видавництво гральних карт і літографій «Карпаліт», до 1880-х років — ательє з пошиття портьєр, нині тут міститься Центр оформлення документів № 5 Львівського міського управління ДМС України, коворкінг заклад «OK Factory», а також магазин «Продукти», фітнес-клуб «Форевер», друкарня Львівської книжкової фабрики «Атлас» та майстерня з ремонту м'яких меблів для населення.
№ 21 — триповерховий житловий будинок, де за радянських часів, містилися: у 1950-х роках — 5-й районний відділ міліції, у 1980-х — опорний пункт правопорядку.
№ 22. Колишній науково-виховний заклад для дівчат Софії Стшалковської
 Пам'ятка архітектуримісцевого значення № 585-м
У XVIII столітті на цьому місці стояв палац родини Калиновських, а у XIX столітті — палац графів Замойських. Палац Замойських був збудований близько 1857 року архітекторами Вільгельмом Шмідом та Антонієм Сервацьким в стилі ампір і своїми формами нагадувала костел. На початку XX століття будівля почала занепадати і у 1911—1913 роках на фундаментах палацу Замойських за проєктом архітекторів Альфреда Захаревича та Юзефа Сосновського було збудовано сучасний будинок. Фасад будинку оздоблений алегоричними скульптурами «Життя» та «Мистецтво», роботи скульптора Зиґмунта Курчинського, виконаними у стилі ар деко. Поліхромні оздоблення будівлі виконав художник Зигмунт Бальк. На місці давнього палацу Замойських було споруджено науково-виховний заклад для дівчат Софії Стшалковської, до складу якого входила перша в Галичині приватна жіноча гімназія № 5 (створена 1895 року), приватна учительська семінарія № 7 (створена 1896 роках), приватний загальноосвітній жіночий ліцей. У 1939 році в будівлі закладу Софії Стшалковської було відкрито одну з перших радянських шкіл у Львові — середню школу № 6 з російською мовою навчання. У 1950-х роках в будівлі, крім середньої школи № 6, діяли російська середня школа робітничої молоді № 3, юнацька спортивна школа № 3 та бюро стенографів та друкарок. До серпня 2019 року — львівська середня загальноосвітня школа I-III ступенів № 6 з російською мовою навчання, нині — ліцей № 6 Львівської міської ради.
2008 року під час реставрації шкільного приміщення над аркадою входу вдалось відкрити, а роком пізніше й відновити, раніше приховані кольорові зображення гербів Польщі, Литви та Русі, виготовлених із смальти та венеційського скла.
№ 24. Колишній палац Замойських
 Пам'ятка архітектуримісцевого значення № 586-м
Невеликий класицистичний палац, збудований на початку 1840-х років у стилі класицизму. У різні часи належав родинам Волянських, Замойських, Дідушицьких, Леваковських, Шептицьких. У 1843 і 1854 роках перебудований за проєктом Вільгельма Шміда, а 1910 року — за проєктом архітектора Едмунда Жиховича. Під вікнами другого поверху розташовані рельєфи з двома сюжетами полювання Артеміди та два рельєфи, що зображують путті з гірляндами, роботи скульптора Йоганна Шимзера. 1 лютого 1926 року в колишньому палаці для публічного користування була відкрита педагогічна бібліотека, що 1934 року отримала повну офіційну назву «Державна центральна педагогічна бібліотека Кураторії Львівського шкільного округу у Львові» (пол. «Państwowa Centralna Biblioteka Pedagogiczna Kuratorium Okręgu Szkolnego Lwowskiego we Lwowie»). Під час німецької окупації у приміщенні бібліотеки розташовувався штаб італійського гарнізону Львова, котрий 1943 року, після виходу Італії з війни та небажанням італійських підрозділів воювати на боці Вермахту, був винищений. Від 1947 року тут містилася бібліотека Львівського педагогічного інституту, але після переведення вишу у 1960 року до Дрогобича й бібліотека змінила назву. Нині це Львівська обласна науково-педагогічна бібліотека.
№ 26 — двоповерховий житловий будинок. Тут від грудня 1939 року працював кінотеатр «Комсомолець України». Нині тут діють ресторан «Літній сад» та салон краси «Юстина».
№ 28. Кам'яниця Деметерів
 Пам'ятка архітектуримісцевого значення № 7581-Лв
Двоповерхова кам'яниця, зведена у 1910 році за проєктом львівського архітектора Петра Тарнавецького у стилі пізньої сецесії на розі нинішніх вулиць Зеленої та Мирона Тарнавського для родини Деметерів. Фасади кам'яниці щедро оздобили скульптурною пластикою, на наріжному еркері помістили барельєф з релігійним сюжетом «Коронування Діви Марії». У 1914—1915 роках, під час окупації Львова російським військом, тут знаходилася одна з одинадцяти безкоштовних кухонь для населення міста, організованих командуванням армії. Від 1950-х років тут містився магазин «Гастроном» та перукарня, від 1990-х років частину приміщень першого поверху будівлі займає зооветеринарний магазин та ветеринарна аптека. Від 2008 року приміщення колишнього «Гастроному» займає відділення ПАТ «КБ «Надра», в якому на момент відкриття знайшлися кошти на приміщення й обладнання, але не було для розрахунків з клієнтами. Наказом Міністерства культури та інформаційної політики України «Про занесення об'єктів культурної спадщини до Державного реєстру нерухомих пам'яток України» від 14.09.2021 року № 729 кам'яницю Деметерів внесено до реєстру пам'яток архітектури місцевого значення.
№ 33 — чотириповерховий житловий будинок (інша адреса — вул. Дороша, 9), на першому поверсі кам'яниці, за Польщі, містилася аптека Тененбаума, нині — ТзОВ «Аптека № 28».
№ 39 — триповерховий житловий будинок, розташований на розі з вул. Вагилевича. Тут за польських часів містився ресторан Ізраеля Лакса. Нині тут салон оптики «Оптика доброго зору», офіс туристичної фірми «Пілігрим» та магазин «Медичні товари».
№ 40 — двоповерховий житловий будинок. До 1939 року тут була фабрика цегли і дахівки «Лауда», власником якої був Александер Домашевич, а у подвір'ї знаходилася синагога «Езрас Ахім». Нині одне з приміщень першого поверху займає салон краси «Карен».
№ 43 — двоповерховий житловий будинок. До 1939 року в кам'яниці працював ресторан Арнольда, нині тут магазин-салон вхідних дверей «Milano» та приватна нотаріальна контора.
№ 45, 47 — за Польщі тут знаходилася кузня Генрика Ганера, нині територія за цією адресою належить військовій частині А-4520.
№ 46. Житловий будинок
 Пам'ятка архітектуримісцевого значення № 587-м
В подвір'ї житлового будинку у 1950-х-1960-х роках знаходилися цехи скульптурної фабрики та майстерні митців Ярослава Лози, Івана Тітка, Володимира Федорченка, Василя Одрехівського. Нині тут знаходиться стоматологічна клініка «МРС».
№ 48. Житловий будинок
 Пам'ятка архітектуримісцевого значення № 588-м
Чотириповерховий житловий будинок. Тут за часів Польщі була пекарня Флюка, за радянських — прокатний пункт. Нині тут знаходяться: магазин мережі алкомаркетів та делікатесів з усього світу «Країна вин», підприємство ТзОВ «Склоріз» (надання послуг з нарізки та продажу скла та каменярських послуг).
№ 50. Житловий будинок
 Пам'ятка архітектуримісцевого значення № 922-м
Чотириповерховий житловий будинок на розі з вул. Йосифа Сліпого. За Польщі тут діяло фотоательє Вєжбіцької, а нині за цією адресою знаходиться відділення АТ «УкрСиббанк», магазин побутової хімії та майстерня з ремонту взуття.

### №51—100

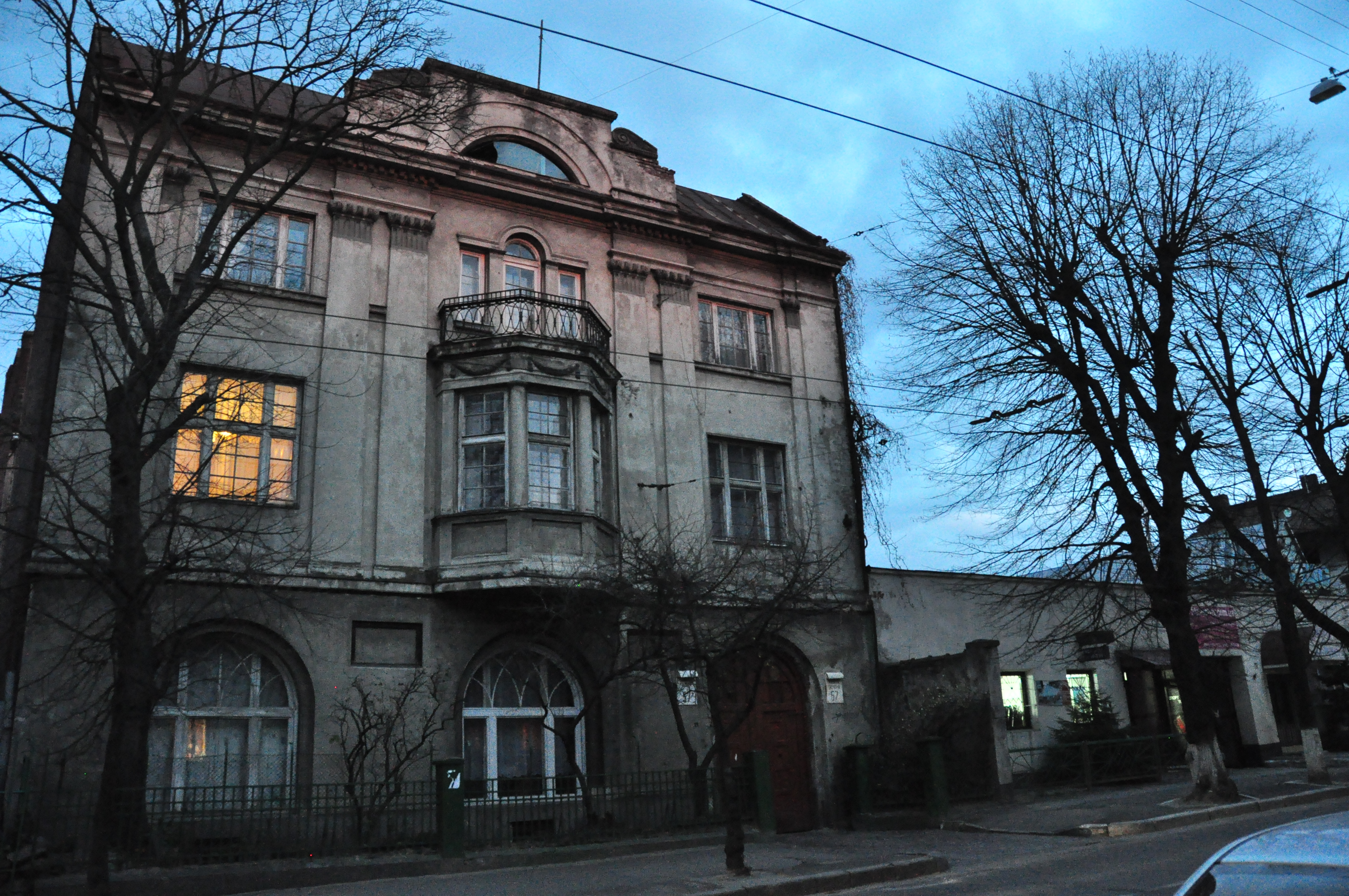
Будинок № 57 увечері

№ 51 — триповерховий житловий будинок. На першому поверсі будинку у 1950-х роках працювала майстерня з індивідуального пошиття взуття. Нині тут знаходяться магазин одягу «Green stock», приймальний пункт мережі хімчисток «Єврочистка» та медичний центр «2К».
№ 52 — чотириповерховий житловий будинок на розі з вул. Йосифа Сліпого. Перший поверх будинку за Польщі займали магазин фотографічного приладдя «Стафра» і перукарня Геллбарта. Нині тут міститься магазин «Продукти».
№ 53. Житловий будинок
 Пам'ятка архітектуримісцевого значення № 1596-м
Двоповерховий житловий будинок, у якому за Польщі був гуртовий склад хутра, а також була синагога Філіпа Нуссдорфа — власника фабрики хімічних виробів, що знаходилася поряд. У 1950-х роках — гуртожиток № 4 львівського педагогічного інституту. Нині на 1-му поверсі будинку знаходяться галерея-ремарня «Цмок» та нотаріальна контора, на 2-му поверсі — квест-кімнати «Хованки».
№ 54 — чотириповерховий житловий будинок. Тут у міжвоєнний період працював ресторан Канарієнфогеля. Нині тут знаходяться аптечний магазин мережі аптек «Сімейна аптека», магазини алкогольних напоїв «Гуртові ціни — алкоголь» та «Родинна ковбаска».
№ 55 — одноповерховий житловий будинок, в якому у 1950-х роках був гуртожиток № 7 львівського педагогічного інституту. Між будинками № 53 та № 55 вбудовано триповерховий будинок невідомого призначення.
№ 57 — триповерховий житловий будинок, де до початку 1980-х роках був готель Львівського аеропорту.
№ 59. Колишній палац спорту «Скейтінґ-рінґ»
Палац спорту збудований у 1911 році за проєктом архітекторів Юліана Пінкерфельда та Генрика Заремби. Художнє оформлення інтер’єру, який не зберігся до наших днів, виконував відомий скульптор Зиґмунт Курчинський та художники Вітольд Жегоцінський, Влодзімєж Бєлецький, Леонард Вінтеровський. Фасад будівлі було прикрашено скульптурою Курчинського «Кратос». Відкриття палацу спорту відбулося 12 лютого 1911 року, на той час одного з найбільших аналогічних закладів в Австро-Угорщині. Приміщення, від початку заплановане для катання на роликових ковзанах, але цей вид спорту не прижився у Львові. 1934 року колишній палац спорту пристосували для потреб промисловості. В будинку функціонував заклад парової вулканізації «Wulkogum», який належав С. Рибці, пізніше — фірма з продажу автівок «Автопарк», Львівська спілка автомобілістів і палац спорту Львівської спілки автомобілістів. У повоєнний час будівлю використовували як гараж. Нині в будівлі знаходиться спорткомплекс «Динамо» з двома тенісними кортами, залами атлетики і реабілітаційним центром та магазин роверів «Profi Rider».
№ 60. Промисловий будинок
 Пам'ятка архітектуримісцевого значення № 2116/1-м
№ 61 — одноповерховий житловий будинок садибного типу, збудований у 1990-х роках на місці колишньої фабрики дротяних сіток Шугарта. Фабрика припинила своє існування на початку другої світової війни. Нині за цією ж адресою знаходиться підприємство з продажу клінінгового обладнання та інвентарю «Чисто техніка».
№ 62, 64. Колишня дирекція водогінних закладів
 Пам'ятки архітектуримісцевого значення №№ 2116/2-м, 923-м
Комплекс, що складається з промислового (№ 62) та адміністративного (№ 64) будинків, збудованих у 1899—1901 роках за проєктом інженерів Оскара Смрекера та Юліуша Гохберґера для потреб львівської Дирекції водогінних закладів. За часів СРСР установа мала назву «Водоканалтрест», нині це львівське комунальне підприємство «Львівводоканал». За адресою вул. Зелена, 64 у 1950-х роках розташовувався спортмайданчик львівського педагогічного інституту.
№ 63 — одноповерховий будинок. Нині тут знаходиться магазин «Львівські двері, вікна, меблі».
№ 65 — територія за цією адресою належить МО України і там міститься ремонтно-технічна майстерня в/ч А-2144.
№ 67 — одноповерховий будинок. За Польщі тут була фабрика паровозних арматур «Андрусевич і спілка». Нині тут знаходяться СТО «Автохолод» (ремонт промислового холодильного обладнання, автомобільних кондиціонерів, радіаторів) і рекламна агенція «Новація».
№ 69 — одноповерховий будинок. Нині тут знаходяться ломбард «Експрес гроші», магазин «Світ сантехніки», бістро-піцерія «Піраміда».
№ 69а — чотириповерховий житловий будинок економ-класу, збудований у 2014 році на розі вулиць Зеленої та Дніпровської. На першому поверсі міститься супермаркет мережі «Рукавичка».
№ 73 — п'ятиповерховий житловий будинок 1960-х років із магазином «Продукти», кав'ярнею та аптечною крамницею мережі аптек «Біомед». За цією адресою 1909 року Генрик Ректе Абрахам Гірш Браттель та Юзеф Де Цет заснували спільне підприємство, що займалося виробництвом різноманітних бетонних виробів, облицювальних кахлів, мармурових та у техніці тераццо плиток, а також роботами з прокладання каналізації та водовідведення, монтажем сходових кліток. Наприкінці 1930-х роках фабрика розташовувалась на розі вул. Зеленої та Дніпровської, де виготовляли лише кам’яні сходи. У 1950-х роках на місці колишньої фабрики працював бетонний завод.
№ 77. Житловий будинок
 Пам'ятка архітектуримісцевого значення № 2117-м
Чотириповерховий житловий будинок, в якому нині знаходиться Личаківський ВРАЦС Львівського міського управління юстиції.
№ 81 — триповерхова офісна будівля, збудована 1999 року на розі вулиць Зеленої та Переяславської для потреб банку «Дністер». 2009 року банк збанкрутів, а 15 червня 2013 року — ліквідований. Нині приміщення стоїть пусткою.
№ 88. Колишній кінотеатр «Байка»
 Пам'ятка архітектуримісцевого значення № 2118-м
Будинок збудовано у 1931—1932 роках, за проєктом архітектора Домініка Вуховича на замовлення Польського товариства братства доброї смерті (пол. Polskie Stowarzyszenie Bractwa Dobrej Śmierci). У його залі від 1932 року працював кінотеатр «Байка», що за радянських часів мав назву — кінотеатр «Зірка». У 1997 році кінотеатр припинив свою діяльність, а згодом, у приміщенні відкрився нічний клуб «Picasso». 12 червня 2009 року біля входу у клуб, з нагоди його 12-ліття, встановлено перший в Україні пам'ятник іспанському художнику Пабло Пікассо. Під час боїв за Львів у липні 1944 року будинок займав штаб полковника Михайла Фомічова, командира 63-ї гвардійської Челябінської танкової бригади 10-го гвардійського танкового корпусу, яка першою увійшла до Львова 27 липня 1944 року.
У скверику, який тягнеться від клубу «Пікассо» до вулиці Водогінної, у 1950—1970-х роках була циганська слобідка з конюшнями.
№ 91. Вілла початку XX століття
 Пам'ятка архітектуримісцевого значення № 2440-м
Будинок збудований 1908 року за проєктом архітектора Міхала Домбровського для Ядвіги Келерової. Веранду з південного боку збудовано 1914 року за проєктом архітектора Александра Остена. 1933 року за проєктом архітектора Юзефа Торна проведено реконструкцію будинку у подвір'ї.
№ 95 — триповерховий житловий будинок, збудований на початку 1950-х років. За радянських часів тут містився магазин «Спорттовари». У наш час був магазин спортивного спорядження «Бумеранг», згодом — гуртівня лакофарбових виробів «Декор-клуб».
№ 95а — за цією адресою знаходяться приватний навчально-виховний комплекс «Ерудит» та дитячий садочок «Ерудитиня», а також ДНЗ № 67 «Веселики» Личаківського районного відділу освіти Львівської міської ради.
№ 96 — шестиповерховий гуртожиток Львівської національної музичної академії імені Миколи Лисенка.

### №101—150
№ 102. Палацик зі сфінксами
 Пам'ятка архітектуримісцевого значення № 924-м
За цією адресою розташований ампірний «Палацик зі сфінксами», збудований 1829 року за проєктом Юзефа Землера на кошти інженера Яна Пенчиковського. Тимпан портика прикрашений двома кам'яними скульптурами сфінксів, виконаними ймовірно Антоном Шімзером. Аналогічні скульптури були в портику тильного фасаду, знищеному під час перебудови 1932 року. 1850 року будівля перейшла у власність Аделі з роду Бронських та її чоловіка Юліана Малушинського, власників купальні «Зелене око» та двох ставів в яру під Снопківським парком. Відтоді будинок отримав ще одну назву — «фільварок Малушина». У 1860-х роках палацик перебудували у стилі ампір. Саме тут під час січневого повстання 1863 року збиралися місцеві поляки, які допомагали повстанцям у Польському Королівстві, пересилаючи їм зброю. Перед першою світовою війною на території фільварку проводили військові тренування польські стрілецькі відділи. У повоєнні часи, вже за радянської влади, будинок перейшов до комунальної власності і з численних кімнат утворено окремі квартири, куди заселилися родини військових. 1989 року з будинку відселено останніх мешканців та планувалося знесення палацика. Письменник Ростислав Братунь за підтримки громадськості міста Львова врятував будівлю від знищення. У 2000-х роках палацик було відреставровано коштом приватної фірми і від березня 2007 року тут міститься офіс мистецького об'єднання «Дзиґа».
№ 104. Адміністративний будинок
 Пам'ятка архітектуримісцевого значення № 589-м
Колишня адміністративна будівля Дирекції водогінних закладів, в якій за Польщі містилася насосна станція закладу. Нині приміщення насосної станції належить львівському комунальному підприємству «Львівводоканал».
№ 105 — за Польщі на місці будинку знаходилася цегельня Майєра Грудера. У 1976 році, за проєктом архітектора Ярослава Назаркевича, трестом «Львівжитлобуд» було збудовано дев'ятиповерхову будівлю гуртожитку на 386 місць для потреб львівського будівельного технікуму.
№ 105а — за цією адресою знаходиться автомобільний салон «Renault».
№ 106. Храм Зіслання Святого Духа належить до Галицького деканату Львівської Архиєпархії УГКЦ. Станом на червень 2022 року храм ще не завершений. Відправи проходять в каплиці, що знаходиться поруч. Парохом храму — о. Володимир Біляєв. У червня 2022 року єпископом-помічником Львівської Архиєпархії владикою Володимиром звершений чин освячення храму на честь Зіслання Святого Духа для служіння в ньому Святої літургії. Для цього був покладений антимінс.
№ 107 — п'ятиповерховий житловий будинок збудований у 1958 році. За Польщі на місці будинку знаходилася будівля Акціонерного іпотечного банку. Нині за цією адресою працюють тренажерний зал «Artgym», студія йоги Олени Бакай, крамниця «Продукти».
№ 109 — п'ятиповерховий житловий будинок збудований у 1970-х роках. Нині за цією адресою працюють готель «Бюргер плюс», хостел «Yellow House», Міжнародний бізнес-клуб ділових людей, компанії — поліграфічна «Арбалет» та рекрутингова «Redberry», магазин-салон «Камінін Україна».
№ 111 — чотириповерхова будівля колишнього Західно-Українського виробничого геологічного об'єднання «Західукргеологія» збудована у 1960-х роках. 2001 року об'єднання «Західукргеологія» увійшла до складу Національної акціонерної компанії «Надра України». Фасад будівлі прикрашало два стінописи на карпатсько-геологічну тематику, створені у 1960-х роках у техніці сграффіто. До 2021 року у будівлі містилися низка офісів та магазинів, зокрема магазин-салон печей, камінів «Jotul», магазин-салон вікон, дверей «Вікнопласт» та багато інших. Станом на липень 2024 року, чотириповерхова будівля демонтована. На її місці триває спорудження шестиповерхового багатоквартирного житлового будинку з вбудованими приміщеннями громадського призначення та підземними паркінгами.
№ 115, 115а — будівля десятиповерхового гуртожитку № 9 тресту «Львівпромбуд» з одноповерховою прибудовою комерційного призначення на розі вулиць Зеленої та Жасминової. У 1970 році на фасаді було встановлено меморіальну таблицю до 100-ліття від дня народження В. І. Леніна, яку демонтовано на початку 1990-х років. До 1990-х роках у прибудові містився магазин «Продукти», потім — продуктовий супермаркет торгової мережі «Вопак», нині — продуктовий супермаркет торгової мережі «Рукавичка».
№ 115б — комплекс будівель колишнього Львівського дослідно-експериментального заводу технологічного обладнання, на розі вулиць Зеленої та Жасминової. Комплекс складався з три- та чотириповерхових виробничих та адміністративного корпусів. Завод остаточно припинив своє існування у 2014 році. Станом на липень 2024 року виробничий корпус та суміжні будівлі колишнього заводу на розі з вулицею Жасминовою демонтовані. На їх місці триває спорудження ЖК «Infinity park». Житловий комплекс складається з двох восьми- та десятиповерхового житлового будинку з приміщеннями громадського призначення, підземним паркінгом та центром дитячого дозвілля. Адміністративний корпус використовується як офісний центр, зокрема тут міститься ДП «Аргентум», ТОВ «ТМ Завод Центр-Сітка» та інші.
№ 130 — п'ятиповерховий житловий будинок, збудований наприкінці 1960-х років. В будинку від радянських часів міститься філія бібліотеки № 40 для дорослих, нині — бібліотека-філія № 40 ЦБС для дорослих.
№ 131 — комплекс будівель Львівського монтажно-заготівельного заводу.
№ 147, 147а — у 1950-х роках був цегельний завод. За часів незалежності тут були склади ВАТ «Елегант» та «Інтермаркету», від 2006 року цю адресу має супермаркет «Арсен», служба доставки ТзОВ "Торговий Дім «Міст Експрес». 19 грудня 2023 року біля супермаркету «Арсен» відкрили новий ресторан швидкого харчування McDonald's. Новий заклад на вулиці Зеленій став восьмим рестораном цієї мережі швидкого харчування у Львові.
№ 149 — комплекс будівель колишнього Львівського заводу фрезерних верстатів. У міжвоєнний період до східної частини громади Козельники, належало урочище Дубина, що розташоване між нинішніми вулицями Зеленою та Пасічною і було власністю у ордену францисканців. У 1930-х роках ченці продали частину своїх земель й збудували монастирський комплекс, який за радянських часів увійшов до комплексу споруд Львівського заводу фрезерних верстатів. У 1937—1939 роках при монастирі за проєктом архітекторів Стефана Порембовича та Романа Христовського збудували у стилі функціоналізму костел Христа Короля (Царя), який був посвячений римо-католицьким архієпископом Болеславом Твардовським у 1942 році. У 1946 році храм закрили та використовували як склад, а згодом перебудували під адміністративне приміщення (вул. Зелена, 149, корпус 4). Про колишнє культове призначення будинку свідчать залишки дзвіниці над правою частиною фасаду. Нині колишні корпуси заводу використовуються як офісні центри.

### №151—477
№ 151 — двоповерхова офісна будівля компанії «Електромережбуд України». У 2019—2021 роках на місці будівлі збудований бізнес-центр «Вікінг».
№ 151а — будівля Львівського вищого професійного політехнічного училища.
№ 153 — триповерхова офісна будівля. До 1990-х роках був цех ремонту холодильників та пральних машин, хімчистка та цех індпошиву.
Біля № 166, неподалік залізничної колії та перехрестя з вулицею Вашингтона починається потічок, який є основним стрижнем річки Полтви.
№ 184 за радянських часів містився будинок побуту «Сервіс», нині приміщення ділять фірма «Комфортбуд» та автомобільний салон «Lexus».
№ 186 — тут до середини 1990-х років знаходилися будинок побуту, майстерня з ремонту і виготовлення ювелірних виробів та ательє мод 1-го розряду «Силует», у 2000-х роках — нічний клуб «Сафарі» та ремонт годинників, нині будівля використовується як офісний центр.
№ 196 — двоповерховий будинок. Від радянських часів в будинку містилася вечірня школа робітничої молоді № 22, нині — вечірня середня школа № 22 міста Львова.
№ 204 — комплекс будівель колишнього Львівського меблевого комбінату, який проіснував до початку 1990-х років. У 1950-х роках тут була фабрика гнутих меблів.
№ 206, 208 — чотири- та п'ятиповерховий гуртожитки колишнього меблевого комбінату. В будинку під № 206 міститься відділення ПАТ «Укрсоцбанк».
№ 208а — двоповерховий будинок. За радянських часів працювала їдальня № 7, тепер тут гуртівня будівельних матеріалів.
№ 251 — територія колишнього підприємства «Львівміськрембудмеханізація». Сюди ще у XVIII столітті перенесений так званий чумний цвинтар. Тут над чумним похованням від 1761 року височіє колона з фігурою Ісуса Христа Скорботного, яка збереглася до наших днів. Нині за цією адресою знаходяться ДП «Завод «Електронпобутприлад» ВАТ «Концерн-Електрон», ТзОВ «Отекс», ресторан «Під Вишнею», магазин «Автосвіт» та багато інших.
№ 294 — двоповерховий будинок. Тут за радянських часів діяв будинок культури № 7, який останніми роками перетворився на руїну. 2007 року в приміщенні проведено капітальний ремонт та переобладнано однією з фірм для власних потреб.
№ 301 — комплекс споруд колишнього Львівського ізоляторного заводу (нині — Львівська ізоляторна компанія).
№ 385. Церква святого Архистратига Михаїла
Колишній костел Пресвятої Діви Марії Королеви Польщі, споруджений у 1910 році у формі невеличкої каплиці коштом сихівських парафіян. У 1912—1913 роках у Сихові було засновано парафіяльну експозитуру, до якої увійшло також село Пасіки-Зубрицькі. У 1927 році сихівська експозитура отримала статус парафії у межах Львівського заміського деканату. У 1936 році коштом парафіян, чисельність яких збільшилась до 1400, було здійснено перебудову сихівської каплиці за проєктом архітектора Анджея Фридецького, розширюючи її до розмірів костелу. Колишня каплиця стала пресбітерієм сучасної святині. На початку 1990-х років він став греко-католицьким храмом Святого Архістратига Михаїла. При храмі діють катехитична школа, спільноти Святого Духа і молодих подружніх пар.
В кінці вулиці, на виїзді зі Львова, у 1970-х роках створений Сихівський цвинтар, до якого було проведено окрему тролейбусну лінію. 1972 року поблизу цвинтаря встановлено скульптуру лева зі щитом, роботи скульптора Петра Кулика.

## Транспорт
Вулиця Зелена — важлива транспортна артерія, якою прокладено маршрути руху міських та приміських автобусів, а також тролейбусна лінія, якою курсують тролейбуси маршрутів № 31 та 24.
У 1908—1963 роках на ділянці між вулицями Івана Франка та Дніпровською існувала трамвайна лінія, якою курсував одновагонний трамвай маршруту № 3. Від 17 червня 1963 року було припинено рух трамваїв по вул. Зеленій, а сам маршрут № 3 скасовано і вже від 17 вересня 1964 року по вулиці розпочато рух тролейбусів.

## Відомі мешканці
- Освальд-Мар'ян Бальцер — польський історик, доктор права.
- Грушевський Михайло Сергійович — український історик, громадський та політичний діяч. Голова Центральної Ради Української Народної Республіки (1917–1918).
- Дашкевич Ярослав Романович — український історик, археограф.
- Ігнацій Мосцицький — польський політик і державний діяч, Президент Польської республіки (1926-1939), ректор Львівської політехніки.
- Богдан Януш — український археолог, етнолог, мистецтвознавець, публіцист.